# 12610 Hãfez
12610 Hãfez eller 2551 P-L är en asteroid i huvudbältet som upptäcktes den 24 september 1960 av den nederländsk-amerikanske astronomen Tom Gehrels och det nederländska astronomparet Ingrid van Houten-Groeneveld och Cornelis Johannes van Houten vid Palomarobservatoriet. Den är uppkallad efter Schamsoddin Mohammed Hãfez.
Asteroiden har en diameter på ungefär 5 kilometer.